# Bernard Scudder
Bernard John Scudder (29 de agosto de 1954 – 15 de octubre de 2007) fue un traductor del idioma islandés al inglés.
Sus traducciones incluyen la obra del laureado escritor de novelas policiacas Arnaldur Indriðason y de Yrsa Sigurdardottir. La traducción de la novela de Indriðason Silencio sepulcral ganó en 2005 la Daga de Oro de la Crime Writers' Association.